# Public Radio International
Public Radio International (PRI) ist ein in Minneapolis, USA beheimatetes Non-Profit-Netzwerk von weltweiten öffentlich-rechtlichen bzw. Publik-Radio-Stationen. Public Radio International möchte Informationen, Hintergründe und Kulturerfahrungen aus einer globalisierten Welt vermitteln. Das Netzwerk bedient über 900 Radio-Stationen des NPR-Senderverbunds in den USA und ist online über www.pri.org hörbar.

## Geschichte
PRI wurde 1983 mit dem Ziel gegründet, das Programmangebot des Public Radio zu diversifizieren. Ursprünglich als American Public Radio gegründet, änderte PRI 1994 seinen Namen in Public Radio International und dokumentierte damit seine zunehmend globalisierte Arbeitsweise und Themenfindung. 1996 lancierte PRI "The World", das erste globale Public Media-Nachrichtenprogramm. Auch wurde mit "Classical 24" ein 24-Stunden-Musik-Service ins Leben gerufen. 2001 kam die Kultur- und Popmusiksendung "Studio 360" und 2008 "The Takeaway", eine zusammen mit WNYC Radio produzierte Morgen-News-Schiene, hinzu. Diese Sendung wird in Zusammenarbeit mit dem BBC World Service, der New York Times und WGBH Radio Boston produziert.

## Kooperationen
PRI kooperiert eng mit Stiftungen wie etwa der Knight Foundation. Deren Knight Prototype Fund finanzierte 2014/2015 mit 35.000 Dollar die Softwareentwicklung des auf Drupal basierenden CMS-Moduls StoryAct. Mit der kalifornischen Skoll Foundation vereinbarte PRI 2008 eine mehrjährige Partnerschaft zur Unterstützung der Social Entrepreneurship in den Medien und online.

## Eigenproduktionen
- PRI's Sound & Spirit with Ellen Kushner
- PRI's The World[6]
- The Tavis Smiley Show[7]
- To the Point[8]
- As it Happens[9]

## Kritik
Die seit 2001 bestehende größte US-amerikanische Spenden-Evaluations-Organisation Charity Navigator bewertete 2014 die Leistung und Verlässlichkeit von PRI als im Mittelfeld der Non-Profit-Organisationen liegend.

## Belege
1. ↑  Public Radio International (PRI) names Alison Ranney to its Board of Director, Koya 29. Juli 2015, abgerufen am 19. Oktober 2015.
2. ↑  Chicago Parents, Activists 25 Days Into School Hunger Strike, Sendungsbeispiel vom 10. September 2015, abgerufen am 19. Oktober 2015.
3. ↑  Facts about PRI (Memento des Originals vom 18. Dezember 2008 im Internet Archive)  Info: Der Archivlink wurde automatisch eingesetzt und noch nicht geprüft. Bitte prüfe Original- und Archivlink gemäß Anleitung und entferne dann diesen Hinweis., PRI Selbstdarstellung (englisch)
4. ↑  Knight Prototype Fund grants $35,000 for StoryAct, Knight Foundation 15. Oktober 2014, abgerufen am 19. Oktober 2015 (englisch)
5. ↑  Public Radio International® partners with Skoll Foundation to expand coverage of social entrepreneurship across platforms, Skoll Foundation 8. Januar 2008, abgerufen am 19. Oktober 2015.
6. ↑  https://www.pri.org/programs/the-world?page=2762
7. ↑  http://www.tavissmileyradio.com/about.html
8. ↑  https://www.pri.org/programs/point
9. ↑  https://www.pri.org/programs/it-happens
10. ↑  Arts, Culture, Humanities: Public Broadcasting and Media : Public Radio International, Charity Navigator 06/2014, abgerufen am 19. Oktober 2015.